# チェスター・ジレット
チェスター・ジレット（Chester Gillette、1883年8月9日 - 1908年3月30日）は、アメリカ合衆国の殺人容疑者、元死刑囚である。彼は、妊娠中だった恋人のグレース・ブラウン（en:Grace Brown）を彼女が死に至るまでの状況が曖昧であるにもかかわらず、殺害した容疑をかけられて起訴された。この事件の裁判は、グレースが彼に宛てた手紙が法廷で読み上げられた際に、とりわけ世間の関心を集めた。
ジレットはセオドア・ドライサーの小説『アメリカの悲劇』（en: An American Tragedy）の主人公クライド・グリフィス（en:Clyde Griffiths）のモデルとなったことで知られる。この小説は、1931年の同名の映画及び1951年の映画『陽のあたる場所』の原作となった。他にジレットのことを取り上げた書籍には、ジェニファー・ドネリー（en:Jennifer Donnelly）の『A Northern Light』（en:A Northern Light）がある。

## 前半生
チェスター・ジレットはモンタナ州で生まれたが、ワシントン州スポケーンで子供時代の一時期を過ごした。両親は裕福で信心深く、後には救世軍に参加して資産を放棄した。ジレットの思春期の間、一家は西海岸やハワイを移動して暮らしていた。ジレットは決して信仰的な面を彼の生い立ちにおいて持つことはなかった。ジレットは裕福な伯父の計らいによって、オベリン大学付属の寄宿学校に入学したが、2年後に退学してしまった。彼は学校退学後の1903年から臨時雇いの仕事についていたが、1905年にはニューヨーク州コートランドで伯父が経営するスカート工場で職を得た。そこで彼は、同じ工場の従業員であるグレース・ブラウンと出会い、親密な交際を始めた。

## 事件

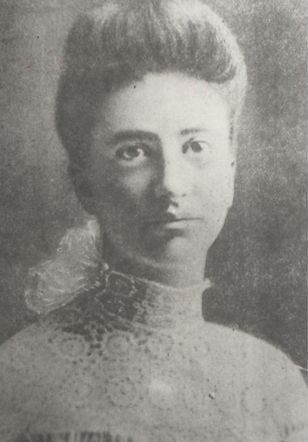
グレース・ブラウン（1906年以前）

1906年の春、グレースは自分が妊娠したことをジレットに明かし、結婚するように要求し始めた。彼女は親元に暫くの間戻っていたが、ジレットが自分の周りから逃げようとしているのに気づいてコートランドに戻ってきた。ジレットはグレースと2人きりで、アディロンダック山地への旅行の手配をした。彼は偽名を使い、荷物も少ししか持参しなかった。恐らくグレースは、プロポーズか秘密裏の結婚を期待して、彼と週末に会うことを同意したと思われる。グレースは、自らが未婚の母たちが集う施設に向かうことにも考えをめぐらせて、自分の衣類を全部持ち出していた。
プロポーズなどの代わりに、ジレットはニューヨーク州ハーキマー（en:Herkimer County, New York）にあるビッグムース湖（en:Big Moose Lake）にグレースを連れて行き、2人でボートに乗った。ボート上でジレットはテニスラケットでグレースを殴りつけ、彼女を湖中に転落させて溺死させたとされる。グレースの遺体は、翌日になって発見された。 ジレットの犯行隠蔽の企みは不首尾に終わり、ニューヨーク州インレット（en:Inlet, New York）近郊で逮捕された。
この事件の裁判においては、とりわけグレースがジレットに宛てて書いた手紙が法廷で朗読されたときに反響を呼んだ。手紙の写しは法廷外で売られ、その多くは小説『アメリカの悲劇』に引用された。ジレットは有罪を宣告され、1908年3月30日にニューヨーク州オーバーンの刑務所で電気椅子に座ることになった。
2007年になって、ジレットが獄中で人生最後の7ヶ月間を過ごす間に書いていた日記と12通の手紙が、彼の姉妹の孫娘にあたる女性からハミルトン・カレッジの図書館に寄贈された。手紙のうち、11通はジレットの家族がオーバーンに移転するまで友人付き合いをしていた人物で、彼の姉妹であるヘーゼルのところに滞在していた女性バーニス・フェリン（Bernice Ferrin）宛だった。12通目は処刑の前日にヘーゼルに宛てて書いた別れの手紙だった。この日記と手紙は、2007年12月に出版された。